# Masacre de Nicolaiev
La masacre de Nicolaiev fue una salvaje matanza que se saldó con la muerte de 35.782 ciudadanos soviéticos, la mayoría de ellos judíos, que tuvo lugar entre el 16 y el 30 de septiembre de 1941 durante la Segunda Guerra Mundial. Tuvo lugar alrededor de las ciudades de Nicolaiev y Jersón, ambas en Ucrania. La masacre fue perpetrada por las tropas alemanas del Einsatzgruppe D bajo el mando de Otto Ohlendorf, quien luego fue condenado a muerte por ahorcamiento en el juicio a los Einsatzgruppen, en los Juicios de Núremberg. Los asesinatos fueron cometidos por muchas de las mismas tropas que protagonizaron la masacre de Babi Yar, las víctimas fueron contadas y descritas en un documento fechado el 2 de octubre de 1941 como "judíos y comunistas". Este documento se ingresó como evidencia en los juicios de Núremberg como NO-3137.

## Contexto histórico
Antes del inicio de la Segunda Guerra Mundial, Ucrania era el estado europeo con la mayor concentración de población judía viviendo en su territorio. En particular, la región de Jersón tenía 28.000 judíos, la región de Nicolaiev tenía 38.402.
Las tropas de la Wehrmacht ocuparon Nicolaiev el 16 de agosto de 1941. La región de Nicolaiev se dividió en dos partes, la frontera se extendió a lo largo del sur del río Bug. Las regiones occidentales se incluyeron en la gobernación de Transnistria y fueron controladas por las autoridades rumanas. El resto de la región formaba el distrito Nicolaiev, subordinado al Reichskommissariat Ucrania, encabezado por el Gauleiter Koch. El SS-Obergruppenführer Oppermann fue nombrado comisario general del distrito de Mikolaiv. El mando alemán necesitaba dominar las empresas de construcción naval de Nicolaiev, y tras la requisición de las fábricas y astilleros en las inmediaciones, es decir, la planta de construcción naval que lleva el nombre de los 61° Comuneros, y luego rebautizada como Severnaya Verf, se construyó el Stalag -364, un campo de concentración para prisioneros soviéticos. Los prisioneros recluidos allí, cuyo número llegó a 30.000, se convertirían en la principal fuerza de trabajo en la construcción y reparación de buques de guerra.

## Masacres
Con la llegada de las tropas alemanas a Nicolaiev, se introdujo un sistema de permisos y tarjetas de trabajo (meldekarten) para la población local, donde la desobediencia se castigaba con el arresto, lo que a menudo resultaba en el posterior internamiento en un campo de concentración o ahorcamiento público, por lo que un se instaló una horca en el cruce de las calles Khersonskaya y Sobornaya. Las radios fueron confiscadas a la población local, se instalaron marcadores con un mapa de operaciones militares para la propaganda alemana en diferentes lugares de la ciudad, donde fueron anotadas las victorias imaginarias de Alemania, el periódico "Ukrainian Dumka" publicó constantemente las órdenes del comandante militar de la ciudad.
En el mismo Mikolaiv, en agosto de 1941, el 11º Sonderkommando asesinó a 227 judíos y en toda la región de Nicolaiev a más de mil. El 23 de agosto, el 11º Sonderkommando emitió la orden para el registro y tatuado de judíos. El 29 de agosto, otros 100 judíos fueron fusilados en Jersón y en agosto hubo otras 250 víctimas en la misma región. Entre agosto y septiembre de 1941, más de 14.000 judíos fueron fusilados cerca del cementerio judío de Mikolaiv. El 6 de septiembre, el comandante de Jersón anunció la ejecución de 110 judíos. El 16 de septiembre se ordenó a los judíos de Mikolaiv reunirse en el cementerio judío para su posterior reasentamiento, fueron liquidados entre el 21 y el 23 de septiembre por el 11º Sonderkommando. El número de víctimas superó los 7.000. Los días 24 y 25 de septiembre tuvo lugar en Jersón una "acción judía", cuyas víctimas ascendieron a 8000 personas. En total, 26.000 judíos fueron exterminados en septiembre en las regiones de Mikolaiv y Jersón .
A principios de 1942, alrededor de un tercio de la población judía fue eliminada en el territorio de Ucrania, los judíos fueron exterminados casi por completo en las regiones de Nicolaiev, Kiev y Jersón.

## El Stalag-364
El campo de concentración Stalag-364 tenía 26 barracones de dos pisos, el número constante de prisioneros variaba entre 26.000 y las 30.000 personas. Los edificios estaban separados, cada uno con hasta 200 prisioneros de guerra y cercados con alambre de púas. Los pasajes internos y las salidas estaban controlados por la policía. Según las memorias del piloto Rafael Kaprelyan, un prisionero en el campo, los mismos prisioneros fueron fusilados en un terreno baldío en el campo y enterrados en una zanja. Poco antes de la liberación de Nicolaiev, los prisioneros del campo fueron transportados a Odesa. Durante todo el tiempo de existencia de Stalag-364, 30.609 personas fueron eliminadas.

## Secuelas
Del 10 al 17 de enero de 1946, se llevó a cabo un juicio abierto en Mikolaiv contra nueve organizadores de las masacres que tuvieron lugar durante la ocupación. Se interrogó a más de 100 testigos y se realizaron varios peritajes.
Incluso antes del inicio del juicio, todos los acusados, excepto uno, se declararon culpables. Entre estos estaban:
- General G. Winkler: comandante militar de Mikolaiv a quien estaban subordinados los destacamentos punitivos;
- SS-Obersturmführer G. Sandner: jefe de la policía de seguridad y de la SD de Mikolaiv, participó en el asesinato de 200 pacientes del hospital, 20 médicos y 22 miembros de sus familias, dio instrucciones a los destacamentos punitivos que provocaron 54 víctimas en el pueblo de Novo-Aleksandrovka y 200 hombres en un campo de prisioneros cerca de Mikolaiv. Fue acusado de la ejecución de 1.500 civiles, del uso masivo de la tortura y del exterminio de judíos y gitanos en la región;
- Mayor M. Byutner: jefe del departamento de gendarmería del distrito de Mikolaiv, dio órdenes de represión y participó personalmente en expediciones punitivas en la región, totalizando unas 500 víctimas;
- Capitán F. Kandler: Jefe de la Gendarmería de Jersón, dio órdenes de redadas masivas, durante las cuales las personas capturadas fueron asesinadas por órganos del SD o deportadas a campos;
- Mayor R. Mikhel: jefe de la gendarmería del distrito de Bereznegovatsky en la región de Nicolaiev, allanó las ciudades, arrestó y torturó a la población residente, confesó la ejecución de cinco personas y la participación en 10-15 ejecuciones. Durante la audiencia, cuando se le preguntó sobre la ejecución de un grupo de gitanos, respondió: “Fueron fusilados en relación con la epidemia de tifus. Los gitanos no tuvieron la oportunidad de mantener la pureza personal y fueron eliminados. Era una familia conformada por padre, madre e hijos de 16, 14, 7 y 6 años”;
- Mayor F. Witzleb: jefe de la policía de seguridad de Nicolaiev, participó en el ahorcamiento de 10 ciudadanos soviéticos, planeó redadas masivas sistemáticas en la ciudad;
- Capitán G. Shmale: Subjefe de la Policía de Seguridad de Nicolaiev, ayudó a dirigir las redadas y asesinatos de personas capturadas, así como a quemar sus casas. En agosto de 1943 emprendió una expedición punitiva para quemar pueblos y fusilar a cientos de habitantes;
- Sargento mayor R. Berg de la gendarmería de campo: participó personalmente en la tortura y ejecución de algunos civiles en Bendery, Ochakovo (participó en el ahorcamiento de tres personas), Mikolaiv (participó en la ejecución de 28 trabajadores), Simferopol (participó en la ejecución de 11 prisioneros de guerra), Bakhchisaray, Sebastopol (participando en la ejecución de 18 personas, incluidos niños) y otras ciudades;
- Cabo J. Happ del batallón de seguridad 783: participó en el exterminio masivo de ciudadanos soviéticos y prisioneros de guerra, fue acusado de tortura y de matar personalmente a 20 personas.

El tribunal condenó a muerte en la horca a siete de los nueve acusados. F. Kandler y J. Hupp fueron condenados cada uno a 20 años de trabajos forzados. Las sentencias de muerte se ejecutaron a las 17:00 horas del 17 de diciembre, pocas horas después del anuncio de la propia sentencia, en la Plaza del Mercado; a la ejecución asistieron entre 65 000 y 70 000 ciudadanos. Los cuerpos colgaron en la plaza durante dos días.